# The Heptones
A The Heptones egy jamaicai rocksteady és reggae énekes trió, amely az 1960-as években és a 70-es évek elején volt a legaktívabb.

## Történetük
1965-ben Leroy Sibbles, Earl Morgan és Barry Llewelyn először "The Hep Ones" néven alapított együttest Kingstonban, de hamarosan "The Heptones"-ra változtatták a nevüket.
A korszak legnagyobb producereinek készítettek számokat, és egy Ken Lack "K Calnek" kiadójánál megjelent sikertelen kislemez után karrierük Coxsone Dodd felügyelete mellett kezdett felfelé ívelni a Studio One-ban.
A The Heptones jó néhány slágert készített a Studio One számára, elsőként a "Fattie Fattie"-t, ami az első kislemezük volt a kiadónál 1966-ban. Coxsone stúdiójában ezután egy sor sikeres slágert készítettek, többek között a "Pretty Looks Isn't All", "Get In The Groove", "Be a Man", "Sea of Love", "Ting a Ling", "Party Time" és "I Hold the Handle" című számokat.
Fő riválisuk a The Techniques volt, akik Arthur "Duke" Reid-nak készítették felvételeiket és rocksteady korszak másik nagy énekes sztárjai voltak.

## Lemezek

### Kislemezek
- Fattie Fattie (1966)
- I've Got a Feeling (1966)
- Get In the Groove (1967)
- Equal Rights (1968)
- Ain't Nobody Else (1968)
- Book of Rules" (1973)
- Party Time" (1966 - Studio One 1977 - Lee Perry)
- Pretty Looks" (1969)
- Our Day Will Come (1972)
- Mistry Babylon (1977)
- Sufferers' Time (1978)

### Nagylemezek
- The Heptones (aka Fattie Fattie) (1967)
- On Top (1968)
- Black is Black (aka Ting a Ling) (1970)
- Freedom Line (1971)
- Book of Rules (1973)
- The Original Heptones (1976)
- Cool Rasta (1976)
- Night Food (1976)
- Party Time (1977)
- Better Days (1978)
- Good Life (1979)
- Mr. Skabeana (ft. Alton Ellis) (1980)
- Swing Low (1985)
- Changing Times (1986)
- Pressure! (1995)
- Deep in the Roots (2004)

## Külső hivatkozások
- The Heptones biography at VH1.com Archiválva 2007. október 1-i dátummal a Wayback Machine-ben
- Leroy Sibbles